# Gábor Szabó (judoka)
Gábor Szabó (ur. 6 grudnia 1967) – australijski judoka. Olimpijczyk z Atlanty 1996, gdzie zajął 21. miejsce w wadze półśredniej.
Uczestnik mistrzostw świata w 1995. Startował w Pucharze Świata w 1995 i 1996. Zdobył trzy medale mistrzostw Oceanii w latach 1992 - 1996. Mistrz Australii w latach 1988, 1991 i 1993-1996.

## Letnie Igrzyska Olimpijskie 1996
| Konkurencja | Eliminacje                  | Klas. końcowa |
| Konkurencja | Przeciwnik I                | Miejsce       |
| ----------- | --------------------------- | ------------- |
| 78 kg       | Bronisław Wołkowicz (POL) P | 21.           |